# Hartmut Harthausen
Hartmut Harthausen (* 17. Juli 1938 in Celle) ist ein deutscher Historiker und Bibliothekar.

## Leben und Wirken
Hartmut Harthausen studierte Geschichte, Klassische Philologie, Kunstgeschichte und Archäologie und promovierte nach seinem Staatsexamen für den höheren Schuldienst (1964) im Jahre 1965 an der Universität Göttingen bei dem niedersächsischen Landeshistoriker Georg Schnath. Im selben Jahr trat er als Bibliotheksreferendar an der Pfälzischen Landesbibliothek Speyer in die Ausbildung für den höheren Bibliotheksdienst ein. Die Fachprüfung hierfür legte er am Bibliothekar-Lehrinstitut des Landes Nordrhein-Westfalen im Jahre 1967 ab. Von 1967 bis zu seinem Eintritt in den Ruhestand 2003 wirkte er als wissenschaftlicher Bibliothekar an der Landesbibliothek Speyer, die er seit 1983 als Leitender Bibliotheksdirektor führte. In seine Amtszeit fällt u. a. der Neubau der Pfälzischen Landesbibliothek.
In seinen Veröffentlichungen beschäftigt sich Harthausen vor allem mit der pfälzischen Geschichte und der Stadt Speyer. Er ist Herausgeber und Mitautor der Pfälzer Lebensbilder.

## Schriften
- Die Normanneneinfälle im Elb- und Wesermündungsgebiet mit besonderer Berücksichtigung der Schlacht von 880 (= Quellen und Darstellungen zur Geschichte Niedersachsens, Bd. 68). Lax, Hildesheim 1966 (Dissertation Universität Göttingen).
- (Bearb.): Zeitschriftenverzeichnis der Pfälzischen Landesbibliothek. Zwei Bände. Speyer 1966.
- Ein Druck von Anastasisus Nolt zu Speyer aus dem Jahre 1548. In: Archiv für Geschichte des Buchwesens, Bd. 10 (1970), S. 1415–1422.
- Der Kölner Buchdrucker Heinrich von Neuß (= Arbeiten aus dem Bibliothekar-Lehrinstitut des Landes Nordrhein-Westfalen, Bd. 36). Greven, Köln 1970.
- (Bearb.): Mitteilungen des Historischen Vereins der Pfalz. Systematisches Inhaltsverzeichnis der Bände 1 (1870) bis 68 (1970). Speyer 1971.
- "Der Eisenhans". Unbekannte Buchgraphik von Max Slevogt. In: Gutenberg-Jahrbuch, Jg. 1977, S. 323–329.
- (Hrsg.): Dante Alighieri / Rime. Faksimile der Handschrift in der Bibliothek des Gymnasiums am Kaiserdom zu Speyer. Mit Kommentar von Hartmut Harthausen. Zwei Teile. Klambt, Speyer 1989.
- Geistes- und Kulturgeschichte Speyers vom 16. bis zum 18. Jahrhundert. In: Wolfgang Eger (Red.): Geschichte der Stadt Speyer. Bd. 3. Kohlhammer, Stuttgart 1989, S. 351–434, ISBN 3-17-010490-X.
- (Mitarb.): Paul Thiry von Holbach, Philosoph der Aufklärung 1723–1789. Katalog zur Ausstellung vom 11.6. – 2.7.1989 auf dem Hambacher Schloß anläßlich des 200. Todesjahres (= Pfälzische Arbeiten zum Buch- und Bibliothekswesen und zur Bibliographie, Bd. 15). Pfälzische Landesbibliothek Speyer 1989.
- Der Speyerer Stadtbrand von 1689 im Jahrhundertgedenken. In: Schriftenreihe der Stadt Speyer, Bd. 5 (1990), S. 19–40.
- (mit Peter Eichelkraut): Der Neubau der Pfälzischen Landesbibliothek in Speyer. In: ABI-Technik, Bd. 11 (1991), S. 101–112.
- Prennnesteln for die Rebellen ... Ein unbekanntes Lied auf Kurfürst Friedrich V. von der Pfalz und die Aufständischen in Böhmen. In: Pirmin Spieß (Hrsg.): Palatia historica. Festschrift für Ludwig Anton Doll zum 75. Geburtstag (= Quellen und Abhandlungen zur mittelrheinischen Kirchengeschichte, Bd. 75). Mainz 1994, S. 399–422, ISBN 3-929135-07-8.
- (Bearb.): Abschiedt des Reichßtags zu Speyer auffgerichtet im Jar als man zalt nach der gepurt Christi M.D.XLIIII. Mit einem Kommentar von Hartmut Harthausen. Pfälzische Landesbibliothek Speyer 1995, ISBN 3-926459-05-0.
- Geistiges Leben im Umkreis des Reichskammergerichts in Speyer (= Schriftenreihe der Gesellschaft für Reichskammergerichtsforschung, H. 19). Wetzlar 1997, ISBN 3-935279-21-3.
- (Hrsg.): Ludwig Anton Doll / Ubi maxima vis regne esse noscitur. Ausgewählte Abhandlungen zur pfälzischen Geschichte (= Quellen und Forschungen zur mittelrheinischen Kirchengeschichte, Bd. 96). Mainz 1999, ISBN 3-929135-28-0.
- Die Speyerer Ovidhandschrift aus Alzey. Ein Beitrag zur Geistes- und Schulgeschichte der Kurpfalz im 15. Jahrhundert. In: Elisabeth Reil (Hrsg.): Wahrheit suchen - Wirklichkeit annehmen. Festschrift für Hans Mercker zum 60. Geburtstag (= Landauer Universitätsschriften. Theologie, Bd. 4). Knecht, Landau 2000, S. 223–235, ISBN 3-930927-56-X.
- Speyer, Pfälzische Landesbibliothek. In: Detlev Hellfaier (Hrsg.): Landesbibliotheksbau in Deutschland, Österreich und der Schweiz. Neubauten, Erweiterungen und Umnutzungen zwischen 1975 und 2002 (= Zeitschrift für Bibliothekswesen und Bibliographie, Sonderhefte, Bd. 85). Klostermann, Frankfurt/M. 2003, S. 89–98, ISBN 3-465-03291-8.
- Der Speyerer Domherr Christoph Philipp Willibald von Hohenfeld (1743–1842). In: Klaus Haag (Hrsg.): Meine liebe grüne Stube. Die Schriftstellerin Sophie von La Roche in ihrer Speyerer Zeit (1780–1786). Marsilius-Verlag, Speyer 2005, S. 65–84, ISBN 3-929242-36-2.
- Emigrierte Buchdrucker in Heidelberg und Speyer in der zweiten Hälfte des 16. Jahrhunderts. In: Hans Ammerich/Hartmut Harthausen (Hrsg.): Kurfürst  Ottheinrich und die humanistische Kultur in der Pfalz (= Veröffentlichungen / Pfälzische Gesellschaft zur Förderung der Wissenschaften in Speyer, Bd. 103). Speyer 2008, S. 61–72, ISBN 978-3-932155-25-3.
- Die Bedrohung der geistigen Freiheit. Vernichtung und Zensur von Büchern. In: Jahrbuch der Hambach-Gesellschaft, Jg. 2009, S. 47–61.